# Rudolf Battěk
Rudolf Battěk (2. listopadu 1924 Bratislava – 17. března 2013) byl český a československý filozof, sociolog a politik. Během pražského jara poslanec České národní rady a aktivista Klubu angažovaných nestraníků, za normalizace odstaven z politických funkcí a pronásledován, v roce 1989 po sametové revoluci politik obnovené Československé sociální demokracie a předseda Sněmovny lidu Federálního shromáždění, později aktivista levicových (ale protikomunistických) a liberálních formací Klub sociálních demokratů Občanského fóra, Asociace sociálních demokratů a Demokraté 92.

## Biografie
Pocházel z rodiny spolupracovníka Ivana Dérera. Studoval gymnázium v Banské Bystrici a v Praze. V Praze pak v letech 1940–1945 pracoval jako strojní zámečník. Účastnil se Pražského povstání roku 1945. V roce 1952 vystudoval Vysokou školu politickou a sociální, ovšem působit mohl pouze na místě komunálního ekonoma, údržbáře a zámečníka. V 60. letech díky uvolnění poměrů nastoupil jako vědecký pracovník do Sociologického ústavu ČSAV.
Roku 1968 za pražského jara spoluzakládal Klub angažovaných nestraníků (byl jeho místopředsedou) a po provedení federalizace Československa stal se poslancem České národní rady. Uvádí se tehdy coby odborný pracovník Sociologického ústavu Praha. Protestoval proti sovětské okupaci, podílel na budování nezávislých odborů a otevřenými dopisy se snažil iniciovat jednání o okupaci v ČNR. Za normalizace v roce 1969 byl zbaven poslanecké imunity, vydán k trestnímu stíhání a přišel o poslanecký mandát.
Rok strávil ve vyšetřovací vazbě a pak propuštěn. Znovu byl uvězněn kvůli letákům, které distribuoval v době voleb v roce 1971, a odsouzen na tři a půl roku. Po propuštění v květnu 1974 směl v normalizačním Československu vykonávat pouze nekvalifikované práce. Živil se jako dělník a čistič výloh. Patřil k prvním signatářům Charty 77, jíž byl roku 1980 mluvčím, a ke spoluzakladatelům VONSu a Hnutí za občanskou svobodu. V roce 1980 se ocitl znovu ve vězení, kde setrval do října 1985.
V rámci opozice prosazoval styky s exilovou sociální demokracií a v roce 1983 byl na jejím sjezdu v Curychu symbolicky zvolen čestným členem jejího výkonného výboru. Již v roce 1978 podepsal v rámci Charty 77 prohlášení Sto let českého socialismu, v němž se skupina disidentů (podepsal i Václav Havel) s respektem vyjádřila o předúnorových tradicích demokratické levice.
V lednu 1990 nastoupil jako poslanec za obnovenou Československou sociální demokracii v rámci procesu kooptací do Federálního shromáždění po sametové revoluci do Sněmovny lidu (volební obvod č. 12 – Praha 8, Praha 9). Mandát obhájil ve svobodných volbách roku 1990, nyní jako poslanec za Občanské fórum za Prahu. Ve federálním parlamentu setrval do konce volebního období, tedy do voleb roku 1992.
Během sametové revoluce patřil k důležitým postavám Občanského fóra a v prvních týdnech revoluce se na rozdíl od skupiny okolo Slavomíra Klabana neorientoval na urychlenou výstavbu samostatné sociálně demokratické strany. Místo toho si udržoval vazby na exilovou sociální demokracii a na domácí politické scéně prosazoval aktivitu v rámci Občanského fóra. Do parlamentu nicméně v lednu 1990 nastoupil již za ČSSD. Koncem března 1990 se zúčastnil obnovovacího sjezdu ČSSD v Praze-Břevnově, kde kandidoval na předsedu. Dostal ovšem jen 39 % hlasů delegátů a předsednickou funkci získal Jiří Horák. Po tomto neúspěchu se přimkl k Občanskému fóru, v němž založil Klub sociálních demokratů Občanského fóra, za který získal mandát ve Federálním shromáždění ve volbách roku 1990 a stal se předsedou Sněmovny lidu Federálního shromáždění. Vedení ČSSD jej ovšem po volbách obvinilo z poškozování strany (ČSSD ve volbách nezískala parlamentní zastoupení) a byl z Československé sociální demokracie formálně vyloučen. V květnu 1991 (v souvislosti s rozvolňováním Občanského fóra) přetvořil Klub sociálních demokratů Občanského fóra do Asociace sociálních demokratů. Později během volebního období je uváděn i jako člen klubu Občanského hnutí a nakonec jako nezařazený poslanec. Před volbami v roce 1992 navíc inicioval vytvoření hnutí Demokraté 92, které bojovalo za udržení společného československého státu, ale ve volbách výrazněji neuspělo. Asociace sociálních demokratů Rudolfa Batťka měla až do roku 1993 i podporu exilového křídla sociální demokracie. Teprve na sjezdu ČSSD toho roku v Hradci Králové byla sociálně demokratická emigrační platforma přijata do strany.
Působil jako publicista a politolog. V letech 1991 až 2001 byl předsedou Evropského hnutí v České republice.